# له روس
لَه روس (به لاتین: La Rousse) یک منطقهٔ مسکونی در موناکو است که در شهرداری موناکو واقع شده‌است. له روس ۰٫۱۷۶۸۸۸ کیلومتر مربع مساحت و ۳٬۱۰۲ نفر جمعیت دارد.